# Vétéran du Vietnam
Ne doit pas être confondu avec Vietnam Veterans.
Un vétéran du Viêt Nam est un ancien combattant ayant participé à la guerre du Viêt Nam.
Le terme est cependant plus utilisé pour décrire les anciens combattants qui se trouvaient dans l'armée de la république du Viêt Nam, les forces armées des États-Unis et les pays alliés à eux, qu'ils soient ou non stationnés au Viêt Nam pendant leur service.

## Épidémiologie
- Ils ont pour la plupart subi un important stress post-traumatique (TSPT), et ont alors connu une réinsertion professionnelle plus difficile, étant notamment plus vulnérables à la drogue, à l'alcoolisme et au risque de suicide. En 1979, la Chambre des représentants des États-Unis a voté à l'unanimité la création d'un centre destiné à apporter une aide aux anciens combattants alcooliques ou drogués[1]. En 2024, des anciens combattants de la guerre du Vietnam vont voir leur dossier de renvoi de l'armée réexaminé par le Pentagone. Dans les années 1950-1970, les traumatismes psychologiques liés au combat n'étaient pas pris en compte au sens médical par le ministère de la défense. Cela pourrait permettre à un ancien soldat de recevoir une prestation d'invalidité[2].  Selon le New-York Times, sur les 250 000 soldats américains renvoyés de l'armée à l'époque de la guerre du Vietnam, 80 000 souffriraient de TSPT[3].

- Ils ont pour beaucoup été directement exposés à l'Agent orange de Monsanto. 
Or, un lien épidémiologique direct a été établi entre l’exposition accidentelle ou en temps de guerre à certains polluants organiques persistants (pesticides organochlorés, comme des dioxines et des polychlorobiphényles) et la survenue d’un syndrome métabolique ou d’un diabète de type 2. Cela concerne notamment des expositions aiguës de certains vétérans du Viêt Nam à l'agent orange[4]. Dans les années 1970, des vétérans américains du Vietnam ouvrent une action collective  ((en) class action) contre les producteurs de l'agent orange. En 1987, Monsanto et six autres entreprises, en procès en réparation pour empoisonnement sont condamnés à verser 180 millions de dollars à un fonds de compensation destiné aux soldats américains[5]. En 2013, la justice sud-coréenne a donné raison à 39 vétérans affirmant être tombés malades à cause du défoliant utilisé par les Américains. Elle a ordonné à Monsanto et Dow Chemicals, productrices de l'"agent orange", de leur verser au total 466 millions de wons (environ 315 000 euros)[5].